# Liste des chansons écrites par Pierre Billon
Cet article recense les chansons écrites par Pierre Billon, notamment pour Johnny Hallyday et Michel Sardou avec lesquels il collabore régulièrement durant les années 1970 et 1980, que ce soit à l'écriture des textes ou/et de la musique. Sous sa houlette, Johnny Hallyday a, plus souvent qu'à l’accoutumée, participé à l'écriture des chansons.

## Chansons pour Johnny Hallyday
En 1974, Pierre Billon joue du tumba (congas), sur l'album de Johnny Hallyday Rock'n'Slow.
Il écrit et/ou compose pour Hallyday plusieurs chansons entre 1977 et 1979. À partir de 1982, nommé directeur artistique du chanteur  - fonction qu'il occupe jusqu'en 1984 - Pierre Billon réalise tous les albums de cette période :
1982 : Quelque part un aigle ; Black es noir (album enregistré en espagnol) ;   Version 82 (nouvelles versions des titres enregistrés chez Vogue entre 1960 et 1961) ;             La Peur.
1983 : Palais Des Sports 82 ; Entre violence et violon.
1984 : Drôle de métier ; Spécial Enfants du Rock  ; En V.O. (album enregistré en anglais) ; Johnny Hallyday au Zénith.
Sur la plupart de ces albums, Billon écrit de nombreux titres et contribue au renouveau musical du chanteur. Par la suite, Pierre Billon écrit pour Hallyday de façon épisodique.
Source pour l'ensemble de la liste, sauf indications contraires et/ou complémentaires.
Texte et/ou musique sont de Pierre Billon, il est indiqué lorsque les chansons sont écrites en collaboration, ou lorsqu'il s'agit d'une adaptation.
| Titre                                                                                 | Paroles                                   | Musique                                                   | Date | Support |
| ------------------------------------------------------------------------------------- | ----------------------------------------- | --------------------------------------------------------- | ---- | --- |
| Le cœur en deux (4:52) (version longue : 5:30)                                        | Pierre Billon                             | Jacques Revaux                                            | 1977 | 45 tours 6042290 uniquement en musicassette à l'époque et depuis album C'est la vie édition CD en 2000       |
| La croisière des souvenirs Sea Cruise)                                                | Long Chris, Pierre Billon adaptation      | Huey "Piano" Smith                                        | 1977 | album C'est la vie                                                                                           |
| Au secours                                                                            | Michel Mallory, Pierre Billon             | Tommy Brown                                               | 1977 | album C'est la vie                                                                                           |
| J'ai oublié de vivre                                                                  | Pierre Billon                             | Jacques Revaux                                            | 1977 | album C'est la vie                                                                                           |
| La fin du voyage                                                                      | Pierre Billon                             | Jean Renard                                               | 1979 | 45 tours 6172280 et album live Pavillon de Paris : Porte de Pantin                                           |
| La caisse                                                                             | Pierre Billon                             | Pierre Billon, Bruno Victoire, Johnny Hallyday            | 1982 | album Quelque part un aigle                                                                                  |
| Sage pour vous                                                                        | Pierre Billon                             | Pierre Billon, Bruno Victoire, Johnny Hallyday            | 1982 | album Quelque part un aigle                                                                                  |
| Mercredi matin                                                                        | Pierre Billon                             | Mort Shuman, Johnny Hallyday                              | 1982 | album Quelque part un aigle                                                                                  |
| L'hosto                                                                               | L'hosto                                   | Bruno Victoire, Johnny Hallyday                           | 1982 | album Quelque part un aigle                                                                                  |
| Montpellier                                                                           | Claude Lemesle, Pierre Billon             | Bruno Victoire, Johnny Hallyday                           | 1982 | album Quelque part un aigle                                                                                  |
| Décalage horaire                                                                      | Michel Mallory, Pierre Billon             | Bruno Victoire, Pierre Billon, Johnny Hallyday            | 1982 | album Quelque part un aigle                                                                                  |
| La peur                                                                               | Pierre Billon                             | Jean Renard                                               | 1982 | album La Peur                                                                                                |
| Sans profession                                                                       | Patrick Larue, Pierre Billon              | Bruno Victoire                                            | 1982 | album La Peur                                                                                                |
| Fantasmes                                                                             | Pierre Billon                             | Jean Renard                                               | 1983 | album Palais des sports 82                                                                                   |
| Le grand banquet                                                                      | Pierre Billon, Patrick Larue              | Jean Renard                                               | 1983 | album Palais des sports 82                                                                                   |
| Signes extérieurs de richesse                                                         | Johnny Hallyday, Claude Lemesle           | Éric Bouad, Pierre Billon                                 | 1983 | 45 tours 812860-7 album Entre violence et violon 45 tours 814 896-7 BO du film Signes extérieurs de richesse |
| Entre violence et violon                                                              | Claude Lemesle, Pierre Billon             | Érick Bamy, Éric Bouad                                    | 1983 | album Entre violence et violon                                                                               |
| (T'as mis) les scellés sur ma vie                                                     | Pierre Billon                             | Érick Bamy                                                | 1983 | album Entre violence et violon                                                                               |
| Marie, Marie                                                                          | Claude Lemesle, Pierre Billon             | Johnny Hallyday, Éric Bouad                               | 1983 | album Entre violence et violon                                                                               |
| Peut-être bien (Maby baby)                                                            | Pierre Billon adaptation                  | N. Petty, C. Hardin, Buddy Holly                          | 1983 | chanson restée inédite jusqu'en 1993                                                                         |
| Reste ici (Stand by Me)                                                               | Pierre Billon adaptation                  | E. Glick, Ben E. King                                     | 1983 | chanson restée inédite jusqu'en 1993                                                                         |
| Mon p'tit loup (ça va faire mal) (Betty lou is going out tonight)                     | Pierre Billon, Johnny Hallyday adaptation | Bob Seger                                                 | 1984 | coffret Nashville 84 album Drôle de métier et album Spécial Enfants du rock (orchestration différente)       |
| Nashville blues (et version en duo avec Don Everly)                                   | Pierre Billon, Johnny Hallyday adaptation | Felice Bryant, Boudleaux Bryant                           | 1984 | coffret Nashville 84 album Drôle de métier album Spécial Enfants du rock                                     |
| Toi tais-toi                                                                          | Pierre Billon, Claude Lemesle             | Éric Bouad, Érick Bamy                                    | 1984 | coffret Nashville 84 album Drôle de métier et album Spécial Enfants du rock (orchestration différente)       |
| Saoûle à mourir                                                                       | Pierre Billon, Claude Lemesle             | Érick Bamy                                                | 1984 | coffret Nashville 84 album Drôle de métier et album Spécial Enfants du rock (orchestration différente)       |
| Je sais que tu ne peux pas trouver mieux ailleurs (I betcha you gonna like it)        | Long Chris, Pierre Billon adaptation      | B. Killen, R. Riley                                       | 1984 | coffret Nashville 84 album Drôle de métier et album Spécial Enfants du rock (orchestration différente)       |
| J'aimerais pouvoir encore souffrir comme ça (I wish that i could hurt this way again) | Long Chris, Pierre Billon adaptation      | D. Cook, C. Putman, R. Vanhoy                             | 1984 | coffret Nashville 84 album Drôle de métier et album Spécial Enfants du rock (orchestration différente)       |
| Drôle de métier                                                                       | Pierre Billon, Johnny Hallyday            | Éric Bouad, Johnny Hallyday                               | 1984 | coffret Nashville 84 album Drôle de métier                                                                   |
| La tournée                                                                            | Pierre Billon                             | Érick Bamy                                                | 1984 | coffret Nashville 84 album Drôle de métier                                                                   |
| J'ai du sentiment pour toi                                                            | Pierre Billon, Claude Lemesle             | Pierre Billon                                             | 1984 | coffret Nashville 84 album Drôle de métier                                                                   |
| Ain't no stopping me now ((T'as mis) les scellés sur ma vie en anglais)               | E.A. Russel, Stephen Stapley adaptation   | Pierre Billon, Érick Bamy                                 | 1984 | album en En V.O.                                                                                             |
| On the edge of the edge (Signes extérieurs de richesse en anglais)                    | E.A. Russel, Stephen Stapley adaptation   | Claude Lemesle, Johnny Hallyday, Pierre Billon,Éric Bouad | 1984 | album en En V.O.                                                                                             |
| Ne tuez pas la liberté                                                                | Philippe Labro                            | Johnny Hallyday, Pierre Billon, Éric Bouad                | 1984 | 45 tours 880281-7 et album live Johnny Hallyday au Zénith                                                    |
| Le cœur du rock'n'roll (The heart of rock n roll)                                     | Pierre Billon adaptation                  | Huey Lewis, J. Colla                                      | 1984 | album live Johnny Hallyday au Zénith                                                                         |
| La garce                                                                              | Gilles Thibaut, Johnny Hallyday           | Pierre Billon, Éric Bouad                                 | 1984 | 45 tours 8800504-7 et album live Johnny Hallyday au Zénith                                                   |
| Vietnam Vet                                                                           | Pierre Billon                             | Pierre Billon                                             | 1990 | 45 tours 875416-7                                                                                            |
| Rouler vers l'ouest                                                                   | Pierre Billon                             | Johnny Hallyday                                           | 1990 | chanson restée inédite jusqu'en 1993                                                                         |
| Les news                                                                              | Pierre Billon                             | Jean Mora                                                 | 2008 | album Le Cœur d'un homme (édition collector CD/DVD 5144270862 uniquement)                                    |

## Chansons pour Michel Sardou
Pierre Billon réalise plusieurs albums de Michel Sardou, pour lequel il écrit (ou coécrit), plusieurs chansons :
- 1978 : Je vole
- 1979 : Verdun (coréalisé avec Jacques Revaux)
- 1980 : Victoria (coréalisé avec Jacques Revaux)

En 2017, Pierre Billon compose et réalise avec Jean Mora, pour Michel Sardou l'album Le Choix du fou.
Texte et/ou musique sont de Pierre Billon, il est indiqué lorsque les chansons sont écrites en collaboration.
| Titre                                                     | Paroles                          | Musique                                      | Date | Support                                  |
| --------------------------------------------------------- | -------------------------------- | -------------------------------------------- | ---- | ---------------------------------------- |
| America, America                                          | Michel Sardou, Vline Buggy       | Jacques Revaux, Pierre Billon                | 1969 | 45 tours album J'habite en France (1970) |
| Dix ans plus tôt                                          | Michel Sardou, Pierre Billon     | Jacques Revaux                               | 1977 | album La Java de Broadway                |
| À des années d'ici                                        | Pierre Billon                    | Michel Sardou                                | 1978 | 45 tours                                 |
| Huit jours à El Paso                                      | Michel Sardou, Pierre Delanoë    | Pierre Billon                                | 1978 | album Je vole                            |
| Le prix d’un homme                                        | Michel Sardou, Pierre Delanoë    | Pierre Billon                                | 1978 | album Je vole                            |
| Je vole                                                   | Michel Sardou, Pierre Billon     | Michel Sardou                                | 1978 | album Je vole                            |
| La tête assez dure                                        | Michel Sardou, Gilles Thibaut    | Michel Sardou, Pierre Billon                 | 1978 | album Je vole                            |
| Finir l’amour                                             | Michel Sardou, Pierre Delanoë    | Pierre Billon                                | 1978 | album Je vole                            |
| Monsieur Ménard                                           | Michel Sardou, Pierre Delanoë    | Pierre Billon                                | 1978 | album Je vole                            |
| Deborah                                                   | Michel Sardou                    | Pierre Billon, Jacques Revaux                | 1979 | 45 tours                                 |
| Je ne suis pas mort, je dors                              | Michel Sardou                    | Pierre Billon, Jacques Revaux                | 1979 | album Verdun                             |
| Méfions-nous des fourmis                                  | Michel Sardou                    | Pierre Billon                                | 1979 | album Verdun                             |
| X-Ray                                                     | Michel Sardou                    | Pierre Billon                                | 1979 | album Verdun                             |
| Ils ont le pétrole, mais c’est tout                       | Michel Sardou                    | Pierre Billon                                | 1979 | album Verdun                             |
| Quand je serai vieux                                      | Michel Sardou                    | Pierre Billon                                | 1979 | album Verdun                             |
| La main aux fesses                                        | Michel Sardou, Pierre Billon     | Jacques Revaux                               | 1979 | album Verdun                             |
| Victoria                                                  | Pierre Delanoë                   | Jacques Revaux, Pierre Billon                | 1980 | album Victoria                           |
| La génération Loving You                                  | Michel Sardou, Pierre Delanoë    | Jacques Revaux, Pierre Billon                | 1980 | album Victoria                           |
| La donneuse                                               | Pierre Delanoë, Pierre Billon    | Jacques Revaux                               | 1980 | album Victoria                           |
| La maison en enfer                                        | Pierre Delanoë, Pierre Billon    | Jacques Revaux                               | 1980 | album Victoria                           |
| Marco Perez (le playboy)                                  | Pierre Delanoë, Pierre Billon    | Jacques Revaux                               | 1980 | album Victoria                           |
| La haine                                                  | Pierre Delanoë                   | Jacques Revaux, Pierre Billon                | 1980 | album Victoria                           |
| UFO                                                       | Pierre Delanoë, Pierre Billon    | Jacques Revaux                               | 1980 | album Victoria                           |
| Dossier D                                                 | Pierre Delanoë, Pierre Billon    | Jacques Revaux                               | 1980 | album Victoria                           |
| La pluie de Jules César                                   | Pierre Delanoë                   | Jacques Revaux, Pierre Billon                | 1980 | album Victoria                           |
| K7                                                        | Michel Sardou, Pierre Billon     | Jacques Revaux                               | 1980 | 45 tours                                 |
| Si j'étais                                                | Michel Sardou                    | Jacques Revaux, Pierre Billon                | 1980 | 45 tours                                 |
| Le mauvais Homme                                          | Michel Sardou, Jean-Loup Dabadie | Jacques Revaux, Pierre Billon                | 1981 | album Les Lacs du Connemara              |
| Les mamans qui s'en vont                                  | Michel Sardou, Pierre Billon     | Jacques Revaux                               | 1981 | album Les Lacs du Connemara              |
| Être une femme                                            | Michel Sardou, Pierre Delanoë    | Michel Sardou, Jacques Revaux, Pierre Billon | 1981 | album Les Lacs du Connemara              |
| Le Figurant                                               | Benoit Carré                     | Pierre Billon, Jean Mora                     | 2017 | album Le Choix du fou                    |
| San Lorenzo                                               | Gérard Duguet-Grasser            | Pierre Billon, Jean Mora                     | 2017 | album Le Choix du fou                    |
| Et alors !                                                | Michel Sardou, Claude Lemesle    | Pierre Billon, Jean Mora                     | 2017 | album Le Choix du fou                    |
| La Colline de la soif                                     | Claude Lemesle                   | Pierre Billon, Jean Mora                     | 2017 | album Le Choix du fou                    |
| J'aimerais savoir                                         | Claude Lemesle                   | Pierre Billon, Jean Mora                     | 2017 | album Le Choix du fou                    |
| Je t'aime                                                 | Pierre Billon, Jean Mora         | Pierre Billon, Jean Mora                     | 2017 | album Le Choix du fou                    |
| Pour moi elle a toujours 20 ans                           | Michel Sardou, Claude Lemesle    | Michel Sardou, Pierre Billon, Jean Mora      | 2017 | album Le Choix du fou                    |
| Le Choix du fou (avec les Petits Chanteurs de Saint-Marc) | Anthony Chaplain                 | Pierre Billon, Jean Mora                     | 2017 | album Le Choix du fou                    |

## Chansons interprétées par Pierre Billon
| Titre                             | Compositeur                                   | Date |
| --------------------------------- | --------------------------------------------- | ---- |
| Quand les années passent          | Pierre Billon, Pierre Groscolas               | 1971 |
| Raquel                            | Patrick Larue, Pierre Billon                  | 1971 |
| Mille messies                     | Robert Talar, Pierre Billon                   | 1972 |
| La Lune                           | Pierre Billon                                 | 1972 |
| La Creuse                         | Pierre Billon                                 | 1973 |
| La groupie                        | Christian Ravasco, Pierre Billon              | 1973 |
| Les yeux des singes               | Patrick Larue, Pierre Billon                  | 1973 |
| Mon âme au diable                 | Pierre Billon                                 | 1973 |
| La croisière des jours fériés     | Pierre Billon                                 | 1973 |
| L'horloge                         | Pierre Billon                                 | 1973 |
| Le sport                          | Patrick Larue, Pierre Billon                  | 1973 |
| C’est toujours pareil             | Pierre Billon, Patrick Larue                  | 1973 |
| Les trains de neige               | Michel Mallory, Pierre Billon                 | 1973 |
| Il vit tout seul                  | Pierre Billon                                 | 1973 |
| Gemini                            | Pierre Billon                                 | 1973 |
| Je n'sais pas d'où ça vient       | Pierre Billon                                 | 1973 |
| Kawasaki                          | Pierre Billon                                 | 1973 |
| L’Indien blond                    | Jacques Revaux, Pierre Billon                 | 1974 |
| La fille de la grève              | Pierre Billon                                 | 1974 |
| Tao Bi le lapin                   | Pierre Billon                                 | 1974 |
| La bulle                          | Pierre Billon, Patrick Larue                  | 1974 |
| Mes chaussures aux mains          | Pierre Billon                                 | 1974 |
| Le loup blanc                     | René Pratx, Pierre Billon, Patrick Larue      | 1974 |
| Le militaire                      | Pierre Billon                                 | 1974 |
| L’homme qui                       | Pierre Billon, Yves Dessca                    | 1974 |
| La reine                          | Pierre Billon, Patrick Larue                  | 1974 |
| La femme rien                     | Pierre Billon                                 | 1974 |
| Le chanteur de rock               | Pierre Billon                                 | 1974 |
| Une guitare                       | Pierre Billon, Jacques Revaux, Claude Lemesle | 1975 |
| Jouez, jouez, jouez               | René Pratx, Claude Lemesle, Pierre Billon     | 1975 |
| Je vis ta vie                     | Cyril Assous, Pierre Billon                   | 1976 |
| Vénézuela                         | Pierre Billon                                 | 1976 |
| Le piano-la                       | Pierre Billon, Patrick Larue                  | 1976 |
| La valse des tessons de bouteille | Pierre Billon                                 | 1976 |
| Petit Aigle                       | Pierre Billon                                 | 1976 |
| L'ange                            | Pierre Billon                                 | 1976 |
| La distribution des prix          | Pierre Billon, René Pratx                     | 1976 |
| L'orage                           | Pierre Billon                                 | 1976 |
| Les trois coeurs                  | Pierre Billon                                 | 1976 |
| La martienne                      | Pierre Billon                                 | 1976 |
| Ils ont dit ce matin              | Pierre Billon                                 | 1976 |
| Elle m'a dit : quitte tout        | Pierre Billon                                 | 1976 |
| Con Edison                        | Pierre Billon, Eric Bouad                     | 1985 |
| Quelques instants après Noël      | Pierre Billon, Eric Bouad                     | 1985 |
| V8                                | Pierre Billon, Eric Bouad                     | 1985 |
| Back in Nashville                 | Pierre Billon, Eric Bouad                     | 1985 |
| La bamba triste                   | Pierre Billon, Eric Bouad                     | 1985 |
| 46ème rue                         | Pierre Billon, Eric Bouad                     | 1985 |
| Bienvenue tout nu                 | Pierre Billon, Eric Bouad                     | 1985 |
| Être un peu plus dur              | Pierre Billon, Eric Bouad                     | 1985 |
| Agatha                            | Pierre Billon, Eric Bouad                     | 1985 |
| Indien                            | Pierre Billon, Eric Bouad                     | 1985 |
| Mourir                            | Pierre Billon, Eric Bouad, Michel de Vaux     | 1987 |
| Bonjour, mon fils                 | Pierre Billon, Eric Bouad, Michel de Vaux     | 1987 |